# Ieri e...
Ieri e... è il ventiduesimo album del cantante siciliano Gianni Celeste, cantato in lingua napoletana, pubblicato nel 1997.

## Tracce
1. Ma perché l'amo
2. Cara mamma
3. Camera 18
4. Mani gelate
5. Stasera
6. Fingere
7. Fra cinquant'anni
8. Avrei voluto
9. Una goccia d'amore
10. Racconto d'ammore